# Chelsea Johnson
Chelsea Johnson (Atascadero, Kalifornia, 1983. december 20. –) amerikai rúdugrónő.
A 2009-es berlini világbajnokság döntőjében a lengyel Monika Pyrekel holtversenyben lett ezüstérmes, miután mindkettejük legnagyobb ugrása négy méter hatvanöt centiméter lett.
Chelsea édesapja az a Jan Johnson, aki bronzérmes lett rúdugrásban az 1972. évi nyári olimpiai játékokon.

## Egyéni legjobbjai
- 4,73 méter (szabadtéri)
- 4,50 méter (fedett)